# Rüdiger Staubert
Rüdiger Paul Adolf Staubert (* 25. März 1939 in Burg bei Magdeburg) ist ein deutscher Astrophysiker.

## Leben
Staubert machte das Abitur 1959 am Ratsgymnasium Osnabrück. Ab dem Sommersemester 1959 studierte er Physik an den Universitäten Marburg, Innsbruck (Österreich) und Kiel. Er erhielt das Physik-Diplom 1965 und promovierte 1969, beides an der Universität Kiel. Nach einem zweijährigen PostDoc-Aufenthalt am NASA Manned Spacecraft Center in Houston, Texas, USA wechselte er Ende 1971 als wissenschaftlicher Assistent an die Universität Tübingen, wo er 1983 habilitierte und 1985 eine Professur erhielt. Von 1990 bis 1995 war er geschäftsführender Direktor des Astronomischen Instituts der Universität Tübingen (AIT) und später turnusmäßig Direktor des 1996 gebildeten Instituts für Astronomie und Astrophysik (IAAT). Seit April 2004 ist er im offiziellen Ruhestand. Staubert ist verheiratet mit Ursula Staubert (geb. Will) und hat zwei Kinder.

## Wirken
Nach dem PostDoc-Aufenthalt bei der NASA, wo er die Grundlagen der Ballon-Astronomie erlernt hatte, wurde Staubert wissenschaftlicher Assistent bei Joachim Trümper, der einen Ruf als ordentlicher Professor und Direktor des Astronomischen Instituts der Universität Tübingen (AIT) erhalten hatte. Die Verabredung war, mit einem neuen, bisher in Deutschland nicht existierenden Forschungsfeld – der Röntgenastronomie – zu beginnen. In den USA hatte kurz vorher der Satellit Uhuru viele neue Röntgenquellen im Energiebereich 2–6 keV entdeckt. Ein erstes Projekt war der Start eines Ballon-Programms zur Untersuchung von Röntgenquellen im Energiebereich 20–200 keV, das von der Deutschen Forschungs-Gemeinschaft (DFG) unterstützt wurde. Daraus wurde ein 15-jähriges Programm, das nach der Übersiedlung von Trümper 1975 an das Max-Planck-Institut für extraterrestrische Physik (MPE) in Garching in Zusammenarbeit mit diesem Institut weitergeführt wurde. Unter der Leitung von Staubert wurden Kampagnen in den USA, in Brasilien und in Australien durchgeführt. Das wissenschaftlich herausragende Ergebnis war die Entdeckung der Zyklotronresonanz im Spektrum des Röntgen-Doppelstern-Pulsars Hercules X-1 bei ∼37 keV: dies gilt als die erste direkte Messung der extremen Magnetfeldstärke eines Neutronensterns (von einigen 1012 Gauss). Heute kennt man über 40 Röntgenquellen, die eine ähnliche Struktur im Spektrum zeigen, die auf resonante Übergänge zwischen Energieniveaus von Elektronen oder Protonen in den starken Magnetfeldern von Neutronensternen zurückgehen.
Nach Beteiligungen an Raketenexperimenten (z. B. die Beobachtung einer Mond-Okkultation des Crab-Nebels) gelang der Einstieg in die Satelliten-Astronomie mit der Beteiligung am ME-Experiment auf dem ersten Europäischen Röntgensatelliten EXOSAT und mit dem Mir-HEXE-Projekt wo Anfang 1987 ein Phoswich-Szintillations-Detektor, wie er durch das Ballon-Programm qualifiziert worden war, auf dem Kwant-1-Modul (Start Feb. 1987) an der sowjetischen Raumstation Mir platziert werden konnte. Hier war das Ergebnis die Entdeckung harter Röntgenstrahlung von der Supernova 1987A – historisch die erste Messung von hochenergetischer Röntgenstrahlung von einer Supernova.
Die Entwicklung in der Instrumentierung von den Ballonen, über die Raketen zu Satelliten führte zu den folgenden weiteren Projekt-Beteiligungen: Vorentwicklung des Anbord-Computers für den PSPC-Detektor auf Rosat (Start Juni 1990), sowie die Entwicklung und Bereitstellung der digitalen Daten-Prozessierungs-Elektronik (DPE) für die pn-CCD-Detektoren auf ABRIXAS (Start April 1999) und XMM-Newton (Start Dez. 1999), bzw. für das IBIS-Experiment auf INTEGRAL (Start 2001). Für die astrophysikalischen Arbeiten wurden (neben den eigenen Ballon-Beobachtungen) nahezu alle verfügbaren Röntgensatelliten genutzt. Im Rahmen dieser Aktivitäten wurden 150 Examensarbeiten (davon 33 Doktorarbeiten) betreut. Die beiden wichtigsten Mitarbeiter waren Eckhard Kendziorra (Instrumentierung) und Jörn Wilms (Datenanalyse und Astrophysik). Staubert hat zwei Freisemester zu Forschungs-Aufenthalten im Ausland genutzt: 1996 an der University of California, San Diego, USA (UCSD) und 2000 an der University of Sydney, Australien.

## Veröffentlichungen (ausgewählt)
- ”The Crab Nebula – High energy X-ray observation of a lunar occultation”; Staubert, R.; Kendziorra, E.; Trümper, J.; Reppin, C.; Hoffman, J. A.; Pounds, K. A.; et al., 1975, Astrophysical Journal (Letters), 201, L15
- ”Evidence for strong cyclotron line emission in the hard X-ray spectrum of Hercules X-1”; Trümper, J. Pietsch, W., Reppin, C., Voges, W., Staubert, R., Kendziorra, E., 1978, Astrophysical Journal (Letters), 219, L105
- ”The hard X-ray spectrum of AM Herculis”; Staubert, R., Kendziorra, E., Pietsch, W., Reppin, C., Truemper, J., Voges, W., 1978, Astrophysical Journal (Letters), 225, L113
- ”The high energy X-ray spectrum of 3C 273”; Bezler, M., Kendziorra, E., Staubert, R., Hasinger, G., Pietsch, W., Reppin, C., Trümper, J., Voges, W., 1984, Astronomy & Astrophysics, 136, 351
- ”A ROSAT XUV Pointed Phase Source Catalogue”; Kreysing, H.-C., Brunner, H., Staubert, R., 1995, Astronomy & Astrophysics Suppl., 114, 465
- ”Vertical Structure and spectrum of accretion disks in Active Galactic Nuclei”; Dörrer, T., Riffert, H., Ruder, H., Staubert, R., 1996, Astronomy & Astrophysics, 311, 69
- ”Periodic changes of the accretion geometry in the nearly-synchronous polar RX J1940.1-1025”; Geckeler, R.D. and Staubert, R., 1997, Astronomy & Astrophysics, 325, 1070
- ”The European Photon Imaging Camera on XMM-Newton: The pn-CCD camera”; Strüder, L.; … Kendziorra, E.; … Trümper, J.; … Staubert, R.; et al., 2001, Astronomy & Astrophysics (Letters), 375, L5
- ”IBIS: The Imager on-board INTEGRAL”; Ubertini, P.; Lebrun, F.; Di Cocco, G.; Bazzano, A.; … Staubert, R.; et al., 2003, Astronomy & Astrophysics, 411, L131
- ”Discovery of a flux-related change of the cyclotron line energy in Hercules X-1”; Staubert, R., Shakura, N.I., Postnov, K., Wilms, J., Rothschild, R.E., Klochkov, D., et al., 2007, Astronomy & Astrophysics, 465, L25
- ”Long-term change in the cyclotron line energy in Hercules X-1”; Staubert, R., Klochkov, D., Wilms, J., Postnov, K., Shakura, N.I., Rothschild, R.E., et al., 2014, Astronomy & Astrophysics, 572, A119
- ”Cyclotron lines in highly magnetized neutron stars”; Staubert, R.; Trümper, J.; Kendziorra, E.; Klochkov, D.; Postnov, K.; et al. 2019, Astronomy & Astrophysics, 622, A61
- Für weitere Fachartikel siehe ADS